# Staustufe Guttenbach
Die Stauanlage Guttenbach in Neckargerach ist eine Flussstaustufe und besteht in Fließrichtung des Neckars aus einer Doppelschleuse am rechten Ufer, einem dreifeldrigen Wehr und einem Kraftwerk am linken Ufer. Der Schleusen- und Wehrsteg, dessen Konstruktionsunterkante 5,3 m über dem Oberwasserspiegel liegt, ist am Unterhaupt durch das Betriebsgebäude überbaut. In der linken Schleusenkammer wurde 1984 das Untertor und 1999 das Obertor mit Antrieben und Steuerung erneuert. Der Wandbeton stammt noch aus der Bauzeit und wurde nicht verändert.
Die rechte Kammer wurde von 2009 bis 2011 von Grund auf instand gesetzt. Im Rahmen der Baumaßnahme wurde die äußere Betonschale ersetzt, die Schleusentore ausgetauscht sowie die Antriebs-, Elektro- und Steuerungstechnik erneuert, die nach 50-jähriger Betriebszeit altersbedingte Verschleißerscheinungen aufwiesen.

## Bauvorhaben
Die Grundinstandsetzung der rechten Schleusenkammer war Voraussetzung für die Gewährleistung eines sicheren Schleusenbetriebs während der Verlängerung der linken Schleusenkammer. Im Rahmen der Schleusenverlängerung, die nach Oberwasser geplant ist, erfolgt eine Sanierung der Betonwände und ein Austausch der Schleusenausrüstung (Poller, Steigeleitern etc.). Es bleibt bei der Projektbearbeitung im Folgenden noch zu überprüfen, inwieweit eine Erneuerung der in den letzten Jahrzehnten modernisierten Bauteile und eine Verlängerung des wehrseitigen Oberwasser-Leitwerks notwendig ist. Des Weiteren erfolgt eine Ertüchtigung der vorhandenen Spundwandliegestelle im Oberwasser. Dazu gehört die Ausrüstung mit Dalben, die Errichtung einer Zufahrt von der Bundesstraße aus und die Erneuerung der Beleuchtung.

## Voraussichtliche Bauzeit
Das Bauvorhaben wird voraussichtlich ab 2021 bis 2023 umgesetzt. Die Arbeiten an der Liegestelle sind für 2024 vorgesehen.

## Lage
Die Staustufe ist vom Rhein aus gesehen die achte Anlage ihrer Art.